# Liste des circonscriptions législatives des Pyrénées-Orientales
Le département français des Pyrénées-Orientales est, sous la Cinquième République, constitué de deux circonscriptions législatives de 1958 à 1986, puis de quatre circonscriptions depuis le redécoupage de 1986, ce nombre étant maintenu lors du redécoupage de 2010, entré en application à compter des élections législatives de 2012. Leurs limites ont été redéfinies à cette occasion.

## Présentation
Par ordonnance du 13 octobre 1958 relative à l'élection des députés à l'Assemblée nationale, le département des Pyrénées-Orientales est d'abord constitué de deux circonscriptions électorales. 
Lors des élections législatives de 1986 qui se sont déroulées selon un mode de scrutin proportionnel à un seul tour par listes départementales, le nombre de sièges des Pyrénées-Orientales a été porté de deux à quatre.
Le retour à un mode de scrutin uninominal majoritaire à deux tours en vue des élections législatives suivantes, a maintenu ce nombre de quatre sièges,, selon un nouveau découpage électoral.
Le redécoupage des circonscriptions législatives réalisé en 2010 et entrant en application à compter des élections législatives de juin 2012, a modifié la répartition des circonscriptions des Pyrénées-Orientales, maintenant le nombre de quatre.

## Composition des circonscriptions

### Composition des circonscriptions de 1958 à 1986
À compter de 1958, le département des Pyrénées-Orientales comprend deux circonscriptions regroupant les cantons suivants :
- 1re circonscription : Argelès-sur-Mer, Arles-sur-Tech, Céret, Perpignan-Est, Prats-de-Mollo.
- 2e circonscription :  Latour-de-France, Millas, Mont-Louis, Olette, Perpignan-Ouest, Prades, Rivesaltes, Saillagouse, Saint-Laurent-de-la-Salanque, Saint-Paul-de-Fenouillet, Sournia, Thuir, Vinça.

### Composition des circonscriptions de 1988 à 2012
À compter du découpage de 1986, le département des Pyrénées-Orientales comprend quatre circonscriptions regroupant les cantons suivants :
- 1re circonscription : Perpignan-III, Perpignan-IV, Perpignan-V, Perpignan-VII, Perpignan-IX, Toulouges.
- 2e circonscription : La Côte Radieuse, Latour-de-France, Perpignan-I, Rivesaltes, Saint-Laurent-de-la-Salanque, Saint-Paul-de-Fenouillet, Saint-Estève, Sournia
- 3e circonscription : Millas, Mont-Louis, Olette, Perpignan-II, Perpignan-VI, Perpignan-VIII, Prades, Saillagouse, Vinça.
- 4e circonscription : Argelès-sur-Mer, Arles-sur-Tech, Céret, La Côte Vermeille, Elne, Prats-de-Mollo-la-Preste, Thuir.

### Composition des circonscriptions à compter de 2012
Depuis le nouveau découpage électoral, le département comprend quatre circonscriptions regroupant les cantons suivants :
- 1re circonscription : Perpignan-III, Perpignan-IV, Perpignan-V, Perpignan-VII, Perpignan-IX, Toulouges.
- 2e circonscription : Canet-en-Roussillon, La Côte Radieuse, Latour-de-France, Perpignan-I, Rivesaltes, Saint-Laurent-de-la-Salanque, Saint-Paul-de-Fenouillet, Sournia
- 3e circonscription : Millas, Mont-Louis, Olette, Perpignan-II, Perpignan-VI, Perpignan-VIII, Prades, Saillagouse, Saint-Estève, Vinça
- 4e circonscription : Argelès-sur-Mer, Arles-sur-Tech, Céret, La Côte Vermeille, Elne, Prats-de-Mollo-la-Preste, Thuir.